# دسترس‌پذیری رایانه
دسترسی پذیری رایانه به در دسترس بودن سیستم های کامپیوتری برای همه انسان ها بدون توجه به کم‌توانی یا شدت معلولیت در فرد است. لفظ دسترسی‌پذیری بیشتر در ارجاع به سخت افرار ویژه و نرم‌ افزار ویژه یا ترکیبی از این دو استفاده ‌میشود که سیستم هایی هستند که طراحی شده‌اند تا استفاده از رایانه را برای فرد معلول یا کم‌توان امکان پذیر سازد. دسترسی پذیری کامپیوتر عموما تاثیر مثبت مستقیمی روی افراد معلول دارد.
خصایص دسترسی پذیری برای آسانتر کردن استفاده از رایانه ها برای افراد کم‌توان مورد استفاده قرار میگیرند. خصایص مشترک دسترسی پذیری شامل متن به گفتار  ، زیرنویس های مخصوص و میانبر صفحه کیبورد هستند.
کم‌توانی ها و معلولیت های بسیاری می‌توانند مانعی در مقابل استفاده موثر از رایانه شوند. این معلولیت ها می‌توانند از طریق بیماری‌، آسیب روانی یا حتی شاید مادرزادی شکل گرفته باشند که شامل بیماری‌های زیر است(البته لیست زیر کامل نیست):
- معلولیت های مادرزادی (آسیب سر، اوتیسم، بیماری های تکاملی) و معلولیت های یادگیری(خواندن پریشی، اختلال یادگیری، ADHD).
- بیماری های بینایی همچون ضعیف بودن بینایی، کوری کامل یا نسبی و کوررنگی.
- کم‌توانی های مربوط به شنوایی شامل ناشنوایی، سنگین بودن گوش و پرشنوایی.

- معلولیت های مهارتی مانند فلج، اختلالات دماغی،اختلال هماهنگی رشد، سندروم تونل کارپال و آسیب فشار تکراری.

یک موضوع بسیار نزدیک به دسترسی پذیری رایانه، دسترسی پذیری اینترنت است. مانند دسترسی پذیری رایانه، دسترسی پذیری اینترنت نیز در تلاش است تا خدمت همگانی اینترنت به تمام بشریت عرضه کند. 
دسترسی پذیری اغلب به شکل a11y مخفف می‌شود که عدد 11 نشانگر تعداد نمادهای پاک شده است.

## موارد مورد توجه در انواع ناتوانی‌ها یا کم‌توانی‌ها
مشکلات افراد معلول را می‌توان به چند دسته تقسیم کرد. دسترسی‌پذیری رایانه برای هریک از این گروه‌ها توجهات خاص خود را می‌طلبد.

### بی‌سوادی و کم‌سوادی
بزرگترین چالش در دسترسی‌پذیری کامپیوتر، دردسترس بودن منابع برای افراد کم‌سواد است.u

### مشکلات بصریq
از قبیل نابینایی، کم‌بینایی و کوررنگی

### مشکلات حرکت ی
از قبیل لرزش، رعشه و بیماری‌هایی چون پارکینسون

### مشکلات ذهنی
از قبیل ضعف در یادگیری، ضعف در حافظه، ضعف در تمرکز حواس

### مشکلات شنوایی
از قبیل ناشنوایی و کم‌شنوایی

## دسترسی‌پذیری وب
دردسترس قرار دادن وب برای همه کاربران مهم‌ترین دغدغه مبحث دسترسی‌پذیری وب است. وب‌گاه‌ها می‌توانند با رعایت یک سری اصول محتوای خود را در دسترس افراد ناتوان قرار دهند. آخرین آمار نشان دهنده این است که در حال حاضر، حدود ده تا پانزده درصد از جمعیت کشورها از لحاظ جسمی یا ذهنی ناتوانند و تقریباً بیست درصد با کهولت سن مواجه هستند و اگر افرادی از جامعه که دارای ناتوانی جسمی نیستند ولی به دلیلی نمی‌توانند مانند افراد سالم از وب سایت‌ها استفاده کنند را هم در نظر بگیریم، به آماری سی‌درصدی می‌رسیم. در نتیجه سایت‌ها باید برای این دسته از جامعه نیز قابل‌دسترسی باشند.